# Claville
Claville är en kommun i departementet Eure i regionen Normandie i norra Frankrike. Kommunen ligger i kantonen Évreux-Ouest som tillhör arrondissementet Évreux. År 2022 hade Claville 1 068 invånare.

## Befolkningsutveckling
Antalet invånare i kommunen Claville
Referens:INSEE